# Collegio elettorale di Vercelli (Regno di Sardegna)
Il collegio elettorale di Vercelli è stato un collegio elettorale uninominale del Regno di Sardegna, uno dei collegi del circondario di Vercelli, nell'allora provincia di Novara.
Fu istituito con il Regio editto del 17 marzo 1848; era identificato con il numero 155 e comprendeva il solo mandamento di Vercelli.
In seguito alla riforma prevista dalla legge 3778 del 1859, il collegio, ora identificato con il numero 200, era sempre composto dal territorio di Vercelli.
Con l'unità d'Italia il territorio confluì nell'omonimo collegio del nuovo Regno.

## Dati elettorali
Nel collegio si svolsero votazioni per tutte le sette legislature del Regno di Sardegna.

### I legislatura
Le votazioni si svolsero in 222 collegi uninominali a doppio turno. Come previsto dal decreto n. 680 del 17 marzo 1848, era eletto al primo turno il candidato che «riunisce in suo favore più del terzo dei voti del total numero dei membri componenti il collegio e più della metà dei suffragi dati dai votanti presenti all'adunanza» (art. 92). Se nessun candidato era eletto, al ballottaggio tra i due candidati con più voti era eletto chi otteneva il maggior numero di voti (art. 93) o, in caso di ugual numero di voti, il maggiore d'età (art. 94).
| Partito                            | Partito                            | Candidato                          | Primo turno 27 aprile 1848 | Primo turno 27 aprile 1848 | Ballottaggio 29 aprile 1848 | Ballottaggio 29 aprile 1848 |
| Partito                            | Partito                            | Candidato                          | Voti                       | %                          | Voti                        | %                           |
| ---------------------------------- | ---------------------------------- | ---------------------------------- | -------------------------- | -------------------------- | --------------------------- | --------------------------- |
|                                    | —                                  | Eugenio Stara                      | 202                        | 62,35                      | 270                         | 67,33                       |
|                                    | —                                  | Camillo Cavour                     | 122                        | 37,65                      | 131                         | 32,67                       |
|                                    |                                    |                                    |                            |                            |                             |                             |
| Iscritti                           | Iscritti                           | Iscritti                           | 515                        | 100,00                     | 515                         | 100,00                      |
| ↳ Votanti (% su iscritti)          | ↳ Votanti (% su iscritti)          | ↳ Votanti (% su iscritti)          | 433                        | 84,08                      | 404                         | 78,45                       |
| ↳ Voti validi (% su votanti)       | ↳ Voti validi (% su votanti)       | ↳ Voti validi (% su votanti)       | 324                        | 74,83                      | 401                         | 99,26                       |
| ↳ Schede non valide (% su votanti) | ↳ Schede non valide (% su votanti) | ↳ Schede non valide (% su votanti) | 109                        | 25,17                      | 3                           | 0,74                        |
| ↳ Astenuti (% su iscritti)         | ↳ Astenuti (% su iscritti)         | ↳ Astenuti (% su iscritti)         | 82                         | 15,92                      | 111                         | 21,55                       |

### II legislatura
Le votazioni si svolsero in 222 collegi uninominali a doppio turno con la stessa normativa precedente (al primo turno un numero di voti maggiore di un terzo degli iscritti).
| Partito                            | Partito                            | Candidato                          | Risultati 22 gennaio 1849 | Risultati 22 gennaio 1849 |
| Partito                            | Partito                            | Candidato                          | Voti                      | %                         |
| ---------------------------------- | ---------------------------------- | ---------------------------------- | ------------------------- | ------------------------- |
|                                    | —                                  | Girolamo Ramorino                  | 238                       | 68,79                     |
|                                    | —                                  | Francesco Antonio Olivero          | 108                       | 31,21                     |
|                                    |                                    |                                    |                           |                           |
| Iscritti                           | Iscritti                           | Iscritti                           | 507                       | 100,00                    |
| ↳ Votanti (% su iscritti)          | ↳ Votanti (% su iscritti)          | ↳ Votanti (% su iscritti)          | 360                       | 71,01                     |
| ↳ Voti validi (% su votanti)       | ↳ Voti validi (% su votanti)       | ↳ Voti validi (% su votanti)       | 346                       | 96,11                     |
| ↳ Schede non valide (% su votanti) | ↳ Schede non valide (% su votanti) | ↳ Schede non valide (% su votanti) | 14                        | 3,89                      |
| ↳ Astenuti (% su iscritti)         | ↳ Astenuti (% su iscritti)         | ↳ Astenuti (% su iscritti)         | 147                       | 28,99                     |

### III legislatura
Le votazioni si svolsero in 204 collegi uninominali a doppio turno con la normativa del 1848 (al primo turno un numero di voti maggiore di un terzo degli iscritti).
| Partito                            | Partito                            | Candidato                          | Risultati 15 luglio 1849 | Risultati 15 luglio 1849 |
| Partito                            | Partito                            | Candidato                          | Voti                     | %                        |
| ---------------------------------- | ---------------------------------- | ---------------------------------- | ------------------------ | ------------------------ |
|                                    | —                                  | Evasio Radice                      | 195                      | 68,66                    |
|                                    | —                                  | Francesco Antonio Olivero          | 89                       | 31,34                    |
|                                    |                                    |                                    |                          |                          |
| Iscritti                           | Iscritti                           | Iscritti                           | 507                      | 100,00                   |
| ↳ Votanti (% su iscritti)          | ↳ Votanti (% su iscritti)          | ↳ Votanti (% su iscritti)          | 346                      | 68,24                    |
| ↳ Voti validi (% su votanti)       | ↳ Voti validi (% su votanti)       | ↳ Voti validi (% su votanti)       | 284                      | 82,08                    |
| ↳ Schede non valide (% su votanti) | ↳ Schede non valide (% su votanti) | ↳ Schede non valide (% su votanti) | 62                       | 17,92                    |
| ↳ Astenuti (% su iscritti)         | ↳ Astenuti (% su iscritti)         | ↳ Astenuti (% su iscritti)         | 161                      | 31,76                    |

### IV legislatura
Le votazioni si svolsero in 204 collegi uninominali a doppio turno con la normativa del 1848 (al primo turno un numero di voti maggiore di un terzo degli iscritti).
| Partito                            | Partito                            | Candidato                          | Primo turno 9 dicembre 1849 | Primo turno 9 dicembre 1849 | Ballottaggio 10 dicembre 1849 | Ballottaggio 10 dicembre 1849 |
| Partito                            | Partito                            | Candidato                          | Voti                        | %                           | Voti                          | %                             |
| ---------------------------------- | ---------------------------------- | ---------------------------------- | --------------------------- | --------------------------- | ----------------------------- | ----------------------------- |
|                                    | —                                  | Evasio Radice                      | 179                         | 48,64                       | 235                           | 56,09                         |
|                                    | —                                  | Carlo Bon Compagni di Mombello     | 189                         | 51,36                       | 184                           | 43,91                         |
|                                    |                                    |                                    |                             |                             |                               |                               |
| Iscritti                           | Iscritti                           | Iscritti                           | 501                         | 100,00                      | 501                           | 100,00                        |
| ↳ Votanti (% su iscritti)          | ↳ Votanti (% su iscritti)          | ↳ Votanti (% su iscritti)          | 409                         | 81,64                       | 427                           | 85,23                         |
| ↳ Voti validi (% su votanti)       | ↳ Voti validi (% su votanti)       | ↳ Voti validi (% su votanti)       | 368                         | 89,98                       | 419                           | 98,13                         |
| ↳ Schede non valide (% su votanti) | ↳ Schede non valide (% su votanti) | ↳ Schede non valide (% su votanti) | 41                          | 10,02                       | 8                             | 1,87                          |
| ↳ Astenuti (% su iscritti)         | ↳ Astenuti (% su iscritti)         | ↳ Astenuti (% su iscritti)         | 92                          | 18,36                       | 74                            | 14,77                         |

### V legislatura
Le votazioni si svolsero in 204 collegi uninominali a doppio turno con la normativa del 1848 (al primo turno un numero di voti maggiore di un terzo degli iscritti).
| Partito                            | Partito                            | Candidato                          | Risultati 8 dicembre 1853 | Risultati 8 dicembre 1853 |
| Partito                            | Partito                            | Candidato                          | Voti                      | %                         |
| ---------------------------------- | ---------------------------------- | ---------------------------------- | ------------------------- | ------------------------- |
|                                    | —                                  | Casimiro Ara                       | 260                       | 75,14                     |
|                                    | —                                  | Emiliano Avogadro della Motta      | 86                        | 24,86                     |
|                                    |                                    |                                    |                           |                           |
| Iscritti                           | Iscritti                           | Iscritti                           | 490                       | 100,00                    |
| ↳ Votanti (% su iscritti)          | ↳ Votanti (% su iscritti)          | ↳ Votanti (% su iscritti)          | 369                       | 75,31                     |
| ↳ Voti validi (% su votanti)       | ↳ Voti validi (% su votanti)       | ↳ Voti validi (% su votanti)       | 346                       | 93,77                     |
| ↳ Schede non valide (% su votanti) | ↳ Schede non valide (% su votanti) | ↳ Schede non valide (% su votanti) | 23                        | 6,23                      |
| ↳ Astenuti (% su iscritti)         | ↳ Astenuti (% su iscritti)         | ↳ Astenuti (% su iscritti)         | 121                       | 24,69                     |

### VI legislatura
Le votazioni si svolsero in 204 collegi uninominali a doppio turno dopo la modifica dei collegi della Sardegna nel 1856; venne applicata la normativa del 1848 (al primo turno un numero di voti maggiore di un terzo degli iscritti).
| Partito                            | Partito                            | Candidato                          | Risultati 15 novembre 1857 | Risultati 15 novembre 1857 |
| Partito                            | Partito                            | Candidato                          | Voti                       | %                          |
| ---------------------------------- | ---------------------------------- | ---------------------------------- | -------------------------- | -------------------------- |
|                                    | —                                  | Casimiro Ara                       | 203                        | 51,13                      |
|                                    | —                                  | Emiliano Avogadro della Motta      | 115                        | 28,97                      |
|                                    | —                                  | Luigi Marchetti                    | 79                         | 19,90                      |
|                                    |                                    |                                    |                            |                            |
| Iscritti                           | Iscritti                           | Iscritti                           | 489                        | 100,00                     |
| ↳ Votanti (% su iscritti)          | ↳ Votanti (% su iscritti)          | ↳ Votanti (% su iscritti)          | 409                        | 83,64                      |
| ↳ Voti validi (% su votanti)       | ↳ Voti validi (% su votanti)       | ↳ Voti validi (% su votanti)       | 397                        | 97,07                      |
| ↳ Schede non valide (% su votanti) | ↳ Schede non valide (% su votanti) | ↳ Schede non valide (% su votanti) | 12                         | 2,93                       |
| ↳ Astenuti (% su iscritti)         | ↳ Astenuti (% su iscritti)         | ↳ Astenuti (% su iscritti)         | 80                         | 16,36                      |

### VII legislatura
Le votazioni si svolsero in 387 collegi uninominali a doppio turno. Come previsto dalla legge elettorale del 20 novembre 1859, era eletto al primo turno il candidato che «riunisce in suo favore più del terzo dei voti del total numero dei membri componenti il collegio e più della metà dei suffragi dati dai votanti presenti all'adunanza» (art. 91). Se nessun candidato era eletto, al ballottaggio tra i due candidati con più voti era eletto chi otteneva il maggior numero di voti (art. 92) o, in caso di ugual numero di voti, il maggiore d'età (art. 93).
| Partito                            | Partito                            | Candidato                          | Risultati 25 marzo 1860 | Risultati 25 marzo 1860 |
| Partito                            | Partito                            | Candidato                          | Voti                    | %                       |
| ---------------------------------- | ---------------------------------- | ---------------------------------- | ----------------------- | ----------------------- |
|                                    | —                                  | Camillo Benso                      | 383                     | 94,33                   |
|                                    | —                                  | Emiliano Avogadro della Motta      | 23                      | 5,67                    |
|                                    |                                    |                                    |                         |                         |
| Iscritti                           | Iscritti                           | Iscritti                           | 775                     | 100,00                  |
| ↳ Votanti (% su iscritti)          | ↳ Votanti (% su iscritti)          | ↳ Votanti (% su iscritti)          | 414                     | 53,42                   |
| ↳ Voti validi (% su votanti)       | ↳ Voti validi (% su votanti)       | ↳ Voti validi (% su votanti)       | 406                     | 98,07                   |
| ↳ Schede non valide (% su votanti) | ↳ Schede non valide (% su votanti) | ↳ Schede non valide (% su votanti) | 8                       | 1,93                    |
| ↳ Astenuti (% su iscritti)         | ↳ Astenuti (% su iscritti)         | ↳ Astenuti (% su iscritti)         | 361                     | 46,58                   |

Il conte di Cavour optò il 13 aprile 1860 per il collegio di Torino I.  Gli elettori furono riconvocati.
| Partito                            | Partito                            | Candidato                          | Risultati 6 maggio 1860 | Risultati 6 maggio 1860 |
| Partito                            | Partito                            | Candidato                          | Voti                    | %                       |
| ---------------------------------- | ---------------------------------- | ---------------------------------- | ----------------------- | ----------------------- |
|                                    | —                                  | Alessandro Borella                 | 305                     | 67,18                   |
|                                    | —                                  | Ignazio De Genova di Pettinengo    | 149                     | 32,82                   |
|                                    |                                    |                                    |                         |                         |
| Iscritti                           | Iscritti                           | Iscritti                           | 769                     | 100,00                  |
| ↳ Votanti (% su iscritti)          | ↳ Votanti (% su iscritti)          | ↳ Votanti (% su iscritti)          | 466                     | 60,60                   |
| ↳ Voti validi (% su votanti)       | ↳ Voti validi (% su votanti)       | ↳ Voti validi (% su votanti)       | 454                     | 97,42                   |
| ↳ Schede non valide (% su votanti) | ↳ Schede non valide (% su votanti) | ↳ Schede non valide (% su votanti) | 12                      | 2,58                    |
| ↳ Astenuti (% su iscritti)         | ↳ Astenuti (% su iscritti)         | ↳ Astenuti (% su iscritti)         | 303                     | 39,40                   |